# دفاع از هنگیانگ
دفاع از هنگیانگ (انگلیسی: Defense of Hengyang) طولانی‌ترین دفاع از یک شهر واحد در کل جنگ دوم چین و ژاپن بود. هنگامی که چانگشا به دست نیروی زمینی امپراتوری ژاپن در ۱۹ ژوئن ۱۹۴۴ افتاد، هنگیانگ هدف بعدی آنها شد. ارتش یازدهم دوباره سازماندهی شده، متشکل از ۱۰ لشکر، ۴ تیپ و بیش از ۱۱۰۰۰۰ مرد و وظیفه حمله به هنگ‌یانگ را بر عهده گرفت.